# Rémalard en Perche
Rémalard en Perche est une commune française située dans le département de l’Orne en région Normandie, peuplée de 1 892 habitants. Elle est créée le 1er janvier 2016 par la fusion des trois communes de Bellou-sur-Huisne, Dorceau et Rémalard, sous le régime juridique des communes nouvelles.

## Géographie

### Hydrographie
La commune est située dans le bassin Loire-Bretagne. Elle est drainée par un bras de l'huisne, l'Huisne, le Boiscorde et le Fontaine Chèvre,,.
L'Huisne, d'une longueur de 165 km, prend sa source dans la commune de Belforêt-en-Perche et se jette  dans la Sarthe à Mans, après avoir traversé 36 communes. Les caractéristiques hydrologiques de l'Huisne sont données par la station hydrologique située sur la commune de Rémalard en Perche. Le débit moyen mensuel est de 3,9 m3/s. Le débit moyen journalier maximum est de 35,5 m3/s, atteint lors de la crue du 29 décembre 2013. Le débit instantané maximal est quant à lui de 54,4 m3/s, atteint le même jour.

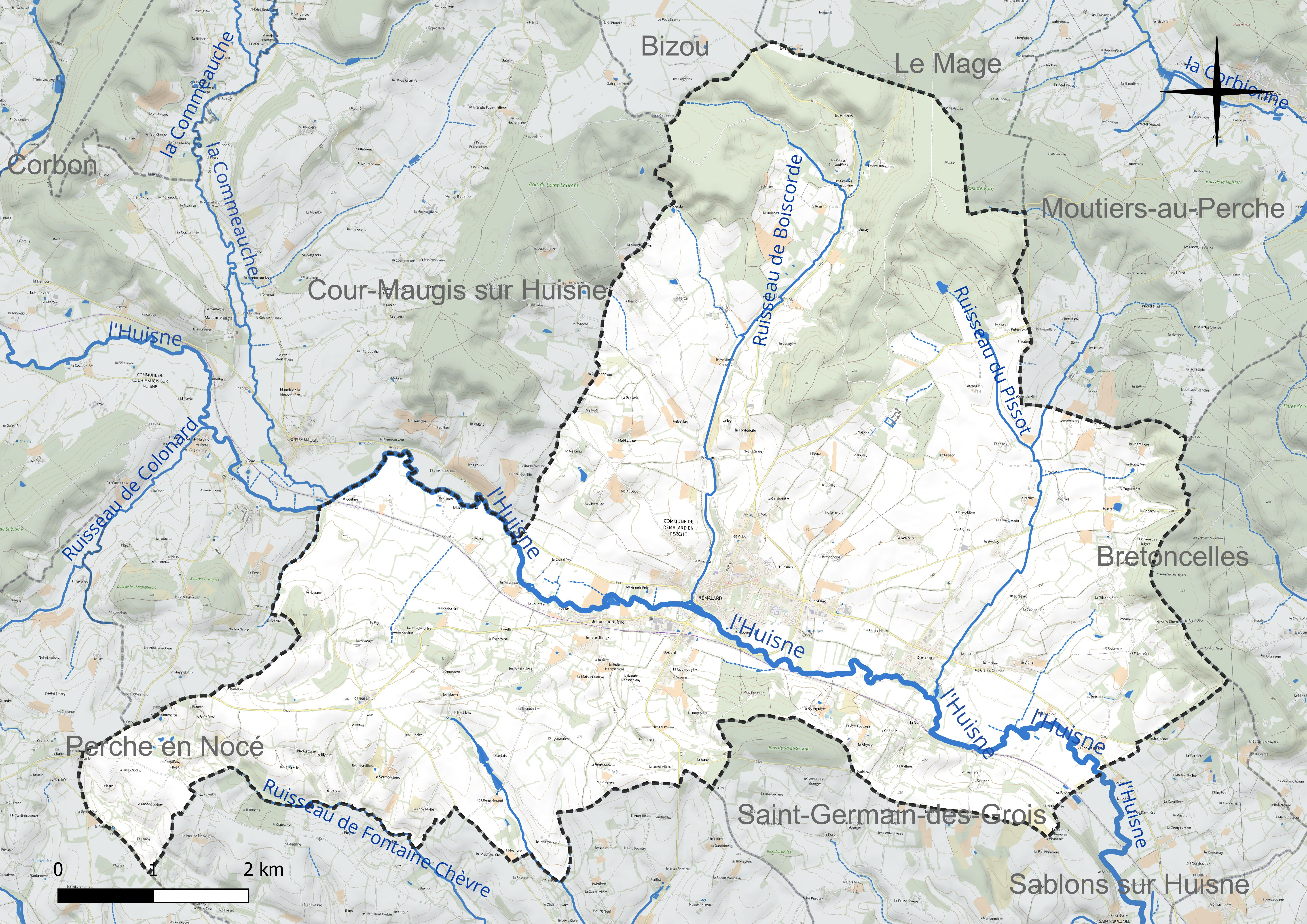
Réseau hydrographique de Rémalard en Perche.

### Climat
Pour des articles plus généraux, voir Climat de la Normandie et Climat de l'Orne.
En 2010, le climat de la commune est de type climat océanique dégradé des plaines du Centre et du Nord, selon une étude du CNRS s'appuyant sur une série de données couvrant la période 1971-2000. En 2020, Météo-France publie une typologie des climats de la France métropolitaine dans laquelle la commune est exposée à un climat océanique altéré et est dans la région climatique Normandie (Cotentin, Orne), caractérisée par une pluviométrie relativement élevée (850 mm/a) et un été frais (15,5 °C) et venté. Parallèlement le GIEC normand, un groupe régional d’experts sur le climat, différencie quant à lui, dans une étude de 2020, trois grands types de climats pour la région Normandie, nuancés à une échelle plus fine par les facteurs géographiques locaux. La commune est, selon ce zonage, exposée à un « climat contrasté des collines », correspondant au Pays d'Ouche et au Perche et bénéficiant d’un caractère continental affirmé avec des précipitations atténuées et des amplitudes thermiques fortes.
Pour la période 1971-2000, la température annuelle moyenne est de 10,7 °C, avec une amplitude thermique annuelle de 14,3 °C. Le cumul annuel moyen de précipitations est de 747 mm, avec 12,1 jours de précipitations en janvier et 7,8 jours en juillet. Pour la période 1991-2020, la température moyenne annuelle observée sur la station météorologique la plus proche, située sur la commune de Perche en Nocé à 9 km à vol d'oiseau, est de 11,3 °C et le cumul annuel moyen de précipitations est de 747,8 mm,. Pour l'avenir, les paramètres climatiques de la commune estimés pour 2050 selon différents scénarios d’émission de gaz à effet de serre sont consultables sur un site dédié publié par Météo-France en novembre 2022.

## Urbanisme

### Typologie
Au 1er janvier 2024, Rémalard en Perche est catégorisée bourg rural, selon la nouvelle grille communale de densité à sept niveaux définie par l'Insee en 2022.
Elle est située hors unité urbaine et hors attraction des villes,.

## Toponymie
Le toponyme a pour premier élément le mot Rei, issu du gaulois ritu « gué » (cf. vieux gallois rit > gallois rhyd). Le second élément malast est dérivé de « mal ». Rémalard signiefirait le « mauvais gué » ou le « gué mal placé » (Ritum ad male adsitum) sur la rivière Huisne, à l'emplacement du pont actuel.
Le Perche est une région naturelle française qui désignait au VIe siècle une zone forestière connue sous le nom de Silva Pertica.
La graphie retenue, contraire aux usages antérieurs concernant les communes françaises, n'emploie pas les traits d'union.

## Histoire
La commune est créée le 1er janvier 2016 par un arrêté préfectoral du 21 septembre 2015, par la fusion de trois communes, sous le régime juridique des communes nouvelles instauré par la loi no 2010-1563 du 16 décembre 2010 de réforme des collectivités territoriales. Les communes de Bellou-sur-Huisne, Dorceau et Rémalard fusionnent sans création de communes déléguées et  le bourg de Rémalard est le chef-lieu de la commune nouvelle.

## Politique et administration

### Liste des maires
| Période       | Période  | Identité        | Étiquette | Qualité                                                    |
| ------------- | -------- | --------------- | --------- | ---------------------------------------------------------- |
| janvier 2016, | En cours | Patrick Rodhain | LR        | Cadre service public de l'emploi, ancien maire de Rémalard |

## Démographie
L'évolution du nombre d'habitants est connue à travers les recensements de la population effectués dans la commune depuis sa création.
En 2022, la commune comptait 1 892 habitants, en évolution de −4,15 % par rapport à 2016 (Orne : −3,21 %, France hors Mayotte : +2,11 %).
| 2014  | 2019  | 2022  |
| ----- | ----- | ----- |
| 1 994 | 1 903 | 1 892 |

| Nom               | Code Insee | Intercommunalité         | Superficie (km2) | Population (dernière pop. légale) | Densité (hab./km2) |
| ----------------- | ---------- | ------------------------ | ---------------- | --------------------------------- | ------------------ |
| Rémalard (siège)  | 61345      | CC du Perche Rémalardais | 20,89            | 1 212 (2013)                      | 58                 |
| Bellou-sur-Huisne | 61042      | CC du Perche Rémalardais | 15,11            | 425 (2013)                        | 28                 |
| Dorceau           | 61147      | CC du Perche Rémalardais | 14,68            | 386 (2013)                        | 26                 |

## Culture locale et patrimoine

### Lieux et monuments
- Église Saint-Étienne de Dorceau.
- Médiathèque inaugurée en 2021.